# Сен-Лоран-Лольмі
Сен-Лора́н-Лольмі́ (фр. Saint-Laurent-Lolmie) — колишній муніципалітет у Франції, у регіоні Окситанія, департамент Лот. Населення — 191 осіб (2011).
Муніципалітет був розташований на відстані близько 520 км на південь від Парижа, 80 км на північ від Тулузи, 25 км на південний захід від Каора.

## Історія
До 2015 року муніципалітет перебував у складі регіону Південь-Піренеї. Від 1 січня 2016 року належав до нового об'єднаного регіону Окситанія.
1 січня 2018 року Сен-Лоран-Лольмі, Ласкабан i Сен-Сіпріян було об'єднано в новий муніципалітет Ланду-ан-Керсі.

## Демографія
Динаміка населення (INSEE ):
Розподіл населення за віком та статтю (2006):
| Стать | Всього | До 15 років | 15-24 | 25-44 | 45-64 | 65-85 | Понад 85 |
| --- | ------ | ----------- | ----- | ----- | ----- | ----- | -------- |
| Чоловіки | 100    | 16          | 4     | 36    | 28    | 16    | 0        |
| Жінки | 92     | 16          | 4     | 20    | 24    | 24    | 4        |
| \| Статево-вікова піраміда \| Статево-вікова піраміда \| Статево-вікова піраміда \| \| ----------------------- \| ----------------------- \| ----------------------- \| \| Чоловіки \| Вік \| Жінки \| \| 0 \| 85 + \| 4 \| \| 0 \| 80-84 \| 4 \| \| 8 \| 75-79 \| 8 \| \| 0 \| 70-74 \| 4 \| \| 8 \| 65-69 \| 8 \| \| 16 \| 60-64 \| 4 \| \| 12 \| 55-59 \| 8 \| \| 0 \| 50-54 \| 8 \| \| 0 \| 45-49 \| 4 \| \| 8 \| 40-44 \| 0 \| \| 8 \| 35-39 \| 4 \| \| 0 \| 30-34 \| 4 \| \| 20 \| 25-29 \| 12 \| \| 0 \| 20-24 \| 0 \| \| 4 \| 15-20 \| 4 \| \| 0 \| 10-14 \| 8 \| \| 4 \| 5-9 \| 0 \| \| 12 \| 0-4 \| 8 \| |        |             |       |       |       |       |          |
| Статево-вікова піраміда |        |             |       |       |       |       |          |
| Чоловіки | Вік    | Жінки       |       |       |       |       |          |
| 0 | 85 +   | 4           |       |       |       |       |          |
| 0 | 80-84  | 4           |       |       |       |       |          |
| 8 | 75-79  | 8           |       |       |       |       |          |
| 0 | 70-74  | 4           |       |       |       |       |          |
| 8 | 65-69  | 8           |       |       |       |       |          |
| 16 | 60-64  | 4           |       |       |       |       |          |
| 12 | 55-59  | 8           |       |       |       |       |          |
| 0 | 50-54  | 8           |       |       |       |       |          |
| 0 | 45-49  | 4           |       |       |       |       |          |
| 8 | 40-44  | 0           |       |       |       |       |          |
| 8 | 35-39  | 4           |       |       |       |       |          |
| 0 | 30-34  | 4           |       |       |       |       |          |
| 20 | 25-29  | 12          |       |       |       |       |          |
| 0 | 20-24  | 0           |       |       |       |       |          |
| 4 | 15-20  | 4           |       |       |       |       |          |
| 0 | 10-14  | 8           |       |       |       |       |          |
| 4 | 5-9    | 0           |       |       |       |       |          |
| 12 | 0-4    | 8           |       |       |       |       |          |

## Економіка
2010 року серед 119 осіб працездатного віку (15—64 років) 89 були активними, 30 — неактивними (показник активності 74,8%, у 1999 році було 65,4%). З 89 активних мешканців працювали 74 особи (39 чоловіків та 35 жінок), безробітними було 15 (8 чоловіків та 7 жінок). Серед 30 неактивних 4 особи були учнями чи студентами, 20 — пенсіонерами, 6 були неактивними з інших причин.

У 2010 році в муніципалітеті числилось 85 оподаткованих домогосподарств, у яких проживали 183,0 особи, медіана доходів виносила 13 413 євро на одного особоспоживача